# 21世紀の国土のグランドデザイン
21世紀の国土のグランドデザイン（21せいきのこくどのグランドデザイン）とは、国土総合開発法（現・国土形成計画法）に基づく第5次の中期的な日本の国土総合開発計画である。目標年次を2010年から2015年までと定め、1998年（平成10年）3月31日に閣議決定された。ことさらに「第五次全国総合開発計画」「五全総」としなかったのは、これまでの国中心、開発中心の国土計画の考え方とは一線を画す意味を込めており、国土総合開発法が国土形成計画法へと名称を変更するなど国土計画行政転換の流れの嚆矢となった。副題に「地域の自立の促進と美しい国土の創造」を掲げている。

## 概要
策定時期1998年（平成10年）3月31日
目標年次2010年から2015年
基本目標多軸型国土構造を目指す長期構想（50年程度先）実現の基礎づくり
推進方式参加と連携
時代背景
1. 地球時代（地球環境問題、大競争、アジア諸国との交流）
2. 人口減少・高齢化時代
3. 高度情報化時代

## 策定プロセス
1994年11月の国土審議会において、来るべき21世紀にふさわしい国土づくりの指針を示すため、四全総に代わる新しい全国総合開発計画を策定すること、その目標年次は概ね2010年とし、1996年度中を目途に策定することを予定することなどが了承された。
1995年1月から計画部会の調査審議が開始され、同年12月に「21世紀の国土のグランドデザイン―新しい全国総合開発計画の基本的考え方」がとりまとめられた。そこでは、今なぜ新しい国土計画をつくるのかを述べたうえで、「西日本国土軸」、「北東国土軸」、「太平洋国土軸」、「日本海国土軸」（名称は仮称）の4つの新しい国土軸を形成することによって、これまでの国土構造の流れの転換を図ることが必要であるとした。
その後、1996年12月の「計画部会調査検討報告」、1997年10月の「計画部会審議経過報告」を経て、1998年3月に「21世紀の国土のグランドデザイン―地域の自立の促進と美しい国土の創造」が閣議決定された。

## 計画の内容

### 国土計画の基本的考え方
グランドデザインでは、まず国土をめぐる諸状況の大転換として、(1)国民意識の大転換、(2)地球時代、(3)人口減少・高齢化時代、(4)高度情報化社会の4つを挙げ、21世紀の文明にふさわしい国土づくりを進めていくためには、国土構造形成の流れを、太平洋ベルト地帯への一軸集中から東京一極集中へとつながって来たこれまでの方向から明確に転換することが必要であるとした。
国土構造形成の流れを望ましい方向に導くため、複数の国土軸、すなわち西日本国土軸（いわゆる太平洋ベルト）に加え、北東国土軸、日本海国土軸、太平洋新国土軸の4つの国土軸が相互に連携することにより形成される多軸型の国土構造を目指すこととしている。

### 計画の課題と戦略
多軸型国土構造の形成という長期構想実現に向けての計画期間における5つ基本的課題を掲げ、その達成のため4つの戦略を展開するものとした。
ア 多自然居住地域の創造
中小都市等の都市と中山間地域を含む周辺農山漁村が一体となった生活圏域を、都市的サービスとゆとりある居住環境、豊かな自然を合わせ享受できる地域であり、21世紀の新たな生活様式を可能とするフロンティアとして位置づけられた。
イ 大都市のリノベーション
三大都市圏において、豊かな生活空間の再生と高次都市機能の効率的発揮を促進するための大都市空間を修復、更新、有効活用する。
ウ 地域連携軸の展開
軸上につながる複数の地域が広域的に結びつき、相互の連携と機能分担と進めることにより、地域の個性ある自立を促進し、活力ある地域社会を形成する。
エ 広域国際交流圏の形成
地域ブロックを越える程度の広がりを持つ広域国際交流圏を複数形成し、活力ある地域からなる経済社会の構築と多様な国際交流に基づく世界に開かれた国土の形成を促進する。
このほか、首都機能と東京問題、基地問題を抱える沖縄の振興の2つを取り組むべき特定課題とした。

### 計画の実現に向けた取組み
計画の実現に向けた取組みとして、地域住民、ボランティア団体、民間企業等の多様な主体による地域づくりを全面的に展開する「参加と連携」を掲げ、公的主体と民間主体、国と地方の間の適切な役割分担の必要性を唱えた。
国土基盤投資については、その重点化、効率化が必要であるとしているが、財政構造改革の集中期間であることにかんがみ、投資規模を示していない。
また、国土計画の理念の明確化の要請や、地方分権、行政改革等の諸改革に対応する必要性が生じているとし、国土総合開発法及び国土利用計画法の抜本的な見直しを行い、新たな国土計画体系の確立を目指すこととした。

### 計画の推進
グランドデザインで示された4戦略の具体的推進方策を明らかにするため、1999年6月に「『21世紀の国土のグランドデザイン』戦略推進指針」が関係省庁からなる推進連絡会議において決定された。
1998年9月に小渕総理により、生活空間倍増戦略プランが提唱されると、政府は、その一環として地域が自治体の連携により総合的なプランを主体的に作成し国が支援する地域戦略プランを策定推進することとした。国土庁を窓口に関係省庁からなる推進連絡会議が設置され、1999年6月には全国から提出された460のプランが認定された。
国土計画体系の見直しについては、国土審議会において審議が開始され、2000年の審議統括報告、2002年の国土審議会基本政策部会報告、2004年の国土審議会調査会各部会報告と長期にわたる審議を経て、2005年の国土総合開発法の改正、国土形成計画法の制定へとつながっていく。

## 特徴的な概念
国土軸
国土軸とは、文化や生活様式を創造するための基礎的条件である気候、風土、文化蓄積、地理的特性などにおいて共通性を持つ地域の連なりからなり、国土の縦断方向に形成される軸状の圏域のこと。都市と自然のネットワークが重層的に共存し、人、物、情報の活発な交流が行われるところ。
国土軸の形成は、地方圏からは交通基盤の整備とも受け取られ、各地域から活発な国土軸の提案がなされた。太平洋ベルト地帯が「第一国土軸」とすれば、それに対する概念として「第二国土軸」が各地の自治体・団体から提唱された。
これらを踏まえ「計画」では北東国土軸、日本海国土軸、太平洋新国土軸、西日本国土軸の4つの国土軸を挙げ、その形成を目指すとしている。なお、そのカバーする領域はイメージとして示され、4つを合わせると一部の孤島（小笠原諸島等）を除く日本列島が全て網羅される。
北東国土軸中央高地から関東北部を経て、東北の太平洋側、北海道に至る地域及びその周辺地域
日本海国土軸九州北部から本州の日本海側、北海道の日本海側に至る地域及びその周辺地域
太平洋新国土軸沖縄から九州中南部、四国、紀伊半島を経て伊勢湾沿岸に至る地域及びその周辺地域
西日本国土軸太平洋ベルト地帯とその周辺地域
多自然居住地域
豊かな自然に恵まれた地域であり、21世紀の国土のフロンティアとして位置づけ、都市的サービスとゆとりある居住環境を併せて享受できる自立的圏域を形成するとしている。
地域連携軸
都道府県境を越えた市町村の連携により形成される、軸状の連なりからなる地域連携のまとまり。
リノベーション
過密に伴う諸問題を抱えている大都市において、豊かな生活空間の再生や経済活力の維持を図るため、大都市空間を修復、更新すること。
リダンダンシー
(Redundancy) 原義は「冗長性」、転じて「代理機能性」。国土計画上では、自然災害等による障害発生時に、一部の区間の途絶や一部施設の破壊が全体の機能破壊につながらないように、予め交通ネットワーク施設を多重化したり予備の手段が用意されている様な性質を示す。
うみ業
地域の活性化を図るために、漁業者等の地域特有の海域に関する知識を活用した釣り・潮干狩り等の遊漁、ダイビング・ヨット等の海洋性レクリエーションに係わる事業や民宿等の経営、地元産の新鮮な水産物と固有の名物料理の提供、水産物の加工・販売等の海に関わる事業を組み合わせた複合産業のこと。五全総において提唱された新しい概念の一つ。
五全総の用語解説より